# Корчвож
Корчвож — река в России, течёт по территории Удорского района Республики Коми. Левый приток реки Ёлва-Мезенская.
Длина реки составляет 50 км.
В нижнем течении ширина реки достигает 10 м, глубина — 0,6 м, дно песчаное.

## Данные водного реестра
По данным государственного водного реестра России относится к Двинско-Печорскому бассейновому округу, водохозяйственный участок реки — Мезень от истока до водомерного поста у деревни Малонисогорская. Речной бассейн реки — Мезень.
Код объекта в государственном водном реестре — 03030000112103000043384.